# Schizobopyrina cochinensis
Schizobopyrina cochinensis is een pissebed uit de familie Bopyridae. De wetenschappelijke naam van de soort is voor het eerst geldig gepubliceerd in 1923 door Chopra.